# Fregetta
Fregetta – rodzaj ptaków z rodziny oceanników (Oceanitidae).

## Zasięg występowania
Rodzaj obejmuje gatunki występujące na Oceanie Południowym i Spokojnym.

## Morfologia
Długość ciała 17–22 cm, rozpiętość skrzydeł 43–48 cm; masa ciała 35–65 g.

## Systematyka

### Etymologia
- Fregetta: fr. frégate „fregata”[12].
- Cymodroma: gr. κυμα kuma, κυματος kumatos „fala”; -δρομος -dromos „biegacz”, od τρεχω trekhō „biegać”[12]. Nowa nazwa dla Fregetta Bonaparte, 1855.
- Pealea: Titian Ramsay Peale (1799-1885), amerykański przyrodnik, podróżnik[12]. Gatunek typowy: Thalassidroma lineata T.R. Peale, 1848 (= Thalassidroma tropica Gould, 1844).
- Fregettornis: rodzaj Fregetta Bonaparte, 1855; gr. ορνις ornis, ορνιθος ornithos „ptak”[12]. Gatunek typowy: Procellaria grallaria Vieillot, 1818.
- Pealeornis: rodzaj Pealea Ridgway, 1886; gr. ορνις ornis, ορνιθος ornithos „ptak”[12]. Gatunek typowy: Pealeornis maoriana Mathews, 1932.
- Fregodroma: zbitka wyrazowa nazw rodzajów: Fregetta Bonaparte, 1855 oraz Pterodroma Bonaparte, 1856 (petrel)[12]. Gatunek typowy: Thalassidroma tropica Gould, 1844.
- Fregolla: zdrobnienie nazwy rodzaju Fregetta Bonaparte, 1855[12]. Gatunek typowy:  Fregolla melanoleuca Salvadori, 1908[b].
- Fregandria: rodzaj Fregetta Bonaparte, 1855; gr. ανδριας andrias „obraz”[12]. Nowa nazwa dla Fregolla Mathews, 1937.

### Podział systematyczny
Do rodzaju należą następujące gatunki:
- Fregetta grallaria (Vieillot, 1818) – oceannik białobrzuchy
- Fregetta lineata (Peale, 1848) – oceannik plamisty
- Fregetta tropica (Gould, 1844) – oceannik czarnobrzuchy
- Fregetta maoriana (Mathews, 1932) – oceannik maoryski